# میشل ریچاردسون (شناگر)
میشل ریچاردسون (به انگلیسی: Michelle Richardson) (زادهٔ ۲۸ آوریل ۱۹۶۹) شناگر اهل ایالات متحده آمریکا است.